# Véronique De Kock
Véronique De Kock, née à Anvers le 3 avril 1977, est une présentatrice, actrice et mannequin belge flamande.

## Biographie

### Carrière
Elle a été élue Miss Flandre en 1994, et à 18 ans, elle fut couronnée Miss Belgique 1995. Elle fut 13e au concours Miss Monde 1995, et 14e à celui de Miss Univers 1996.
Elle débute ensuite une carrière de présentatrice sur la chaîne de télévision néerlandophone belge Kanaal Twee, et fait quelques apparitions sur la radio Top Radio.
En 2002, elle entre à VT4 et devient une des speakerines de la chaîne. Elle y présente ensuite des émissions comme Undercover Lover en 2006 et Temptation Island en 2007. En 2006, elle participe à l’émission Let's Dance qu’elle gagne.
En tant que top modèle, elle fait plusieurs fois la couverture des magazines P-Magazine, Ché et Humo.
Elle joue aussi le rôle de Jolien, secrétaire de la compagnie Van Den Bossche Electronics, dans la série Familie de VTM de 1998 à 2001.
De 2008 à 2018, elle est la présentatrice néerlandophone du concours de beauté Miss Belgique. Durant l'édition de 2012, elle trébuche sur sa longue robe et chute lors de sa première entrée au tout début de la soirée de l'élection,.
Elle ouvre une boutique de mode, 1995 by Véro, tout d'abord à Schilde, puis l'installe à Brasschaat en 2019,.

### Vie privée
À partir de 2001, elle est en couple avec Frank Slaets. Ils se marient et ont un fils, Sébastien, né le 30 janvier 2005. Ils divorcent en 2006.
En 2019, elle se marie à l'entrepreneur Manuel Goossens.